# Asschuur (Leiden)

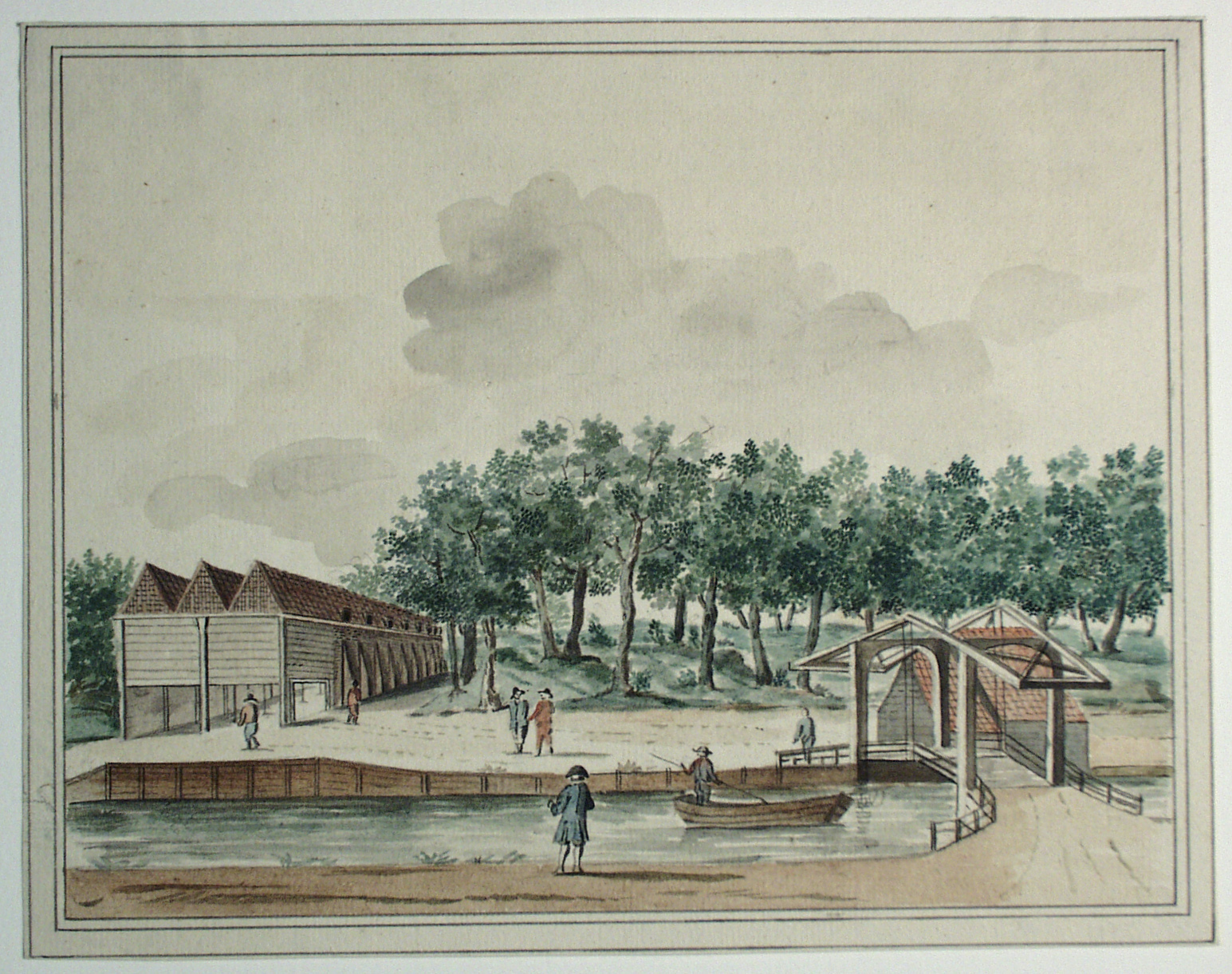
De asschuur in Leiden getekend door Jacob Timmermans in 1788

De Asschuur stond sinds circa 1659 op het bolwerk ten zuiden van de haven van Leiden. Het was een vrij groot gebouw waar de karrenlieden en asophalers het ingezamelde afval opsloegen en sorteerden om het gescheiden door te kunnen verkopen. Het terrein van de Asschuur was bereikbaar via de Asschuurbrug (ook zichtbaar op de afbeelding van Jacob Timmermans). In 1889 werd het van de gemeente gekocht door de reeds aangrenzende Grofsmederij, die er een centraal magazijn en overdekte brandstoffenbergplaats liet neerzetten. De Asschuur was toen definitief verdwenen.
Een voorbeeld van het sorteren van het ingezamelde huisvuil was wat er gebeurde met de as. Die werd gesorteerd met het oog op de verschillende afnemers. De apothekers kregen de fijnste as, die werd gebruikt om het pigment te verminderen, teneinde een blanke huid (schoonheidsideaal) te krijgen. De wat grovere as werd vanwege de potas gebruikt als grondstof voor het vervaardigen van zeep door de in Leiden gevestigde zeepziederijen. De meest grove as werd als meststof gebruikt op de rozenkwekerijen. Houtskool ging naar de smederijen.
Het inzamelen van as is maar één aspect van de geschiedenis van de stedelijke omgang met fecaliën, huisvuil en afval, die uiteindelijk resulteerde in de invoering van reinigingsdiensten en de aanleg van riolering.